# Rione San Martino-Borgo San Rocco
Il rione di San Martino-San Rocco è uno dei rioni partecipanti al Palio di Asti.

## Il primo nucleo
Il rione di San Martino – San Rocco è situato a sud–ovest della città.

In periodo medievale, Asti era suddivisa in cantoni, o rioni, sotto la giurisdizione delle dieci porte che si aprivano nel recinto della “Civitas”.
Il primo nucleo rionale, che sorse in periodo medievale, si sviluppò intorno alla porta di San Martino che sorgeva a fianco della attuale chiesa di San Rocco.

Gli abitanti del rione erano responsabili della difesa, dei servizi collettivi e delle attività pubbliche inerenti alla Porta.
Oltrepassando la porta di San Martino, si raggiungeva il fossato di demarcazione delle mura, costituito dalla  bealera antica , il primo sistema di irrigazione cittadino.
Da qui in poi, fino al fiume Borbore, si estendeva il territorio del Borgo di San Martino.

Questa zona prevalentemente popolare, ricca di tintori e conciatori, con la costruzione nel 1340 della seconda cerchia bastionaria dei Borghi, venne privata di qualsiasi sbocco diretto verso l'esterno.
 Questo, se da un lato frenò lo sviluppo di molte attività commerciali ed artigianali, dall'altro “cementò” la comunità, sviluppando il senso di appartenenza e la solidarietà della popolazione.
Nel XVI secolo, a causa del lento ma inarrestabile declino demografico della città, le vicinie vennero riformate nelle dimensioni e nel numero; a metà del Cinquecento la città fu suddivisa in Ventine, a fronte di una popolazione di non più di ventimila abitanti

## La porta di San Rocco

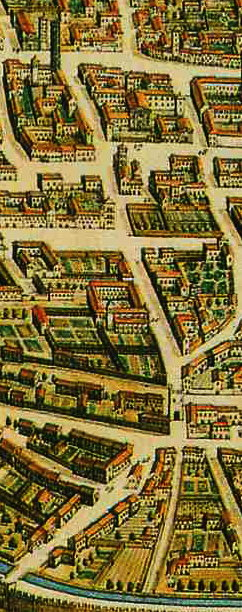
Il rione San Martino - San Rocco, part. dal Theatrum Statuum Sabaudiae del 1671

La caserma Carlo Alberto, sulla sinistra si intravede la chiesa di S.Anna

Verso il primo quarto del Cinquecento, durante l'occupazione spagnola, il presidio militare decise, nell'ambito del rifacimento delle fortificazioni cittadine, di aprire una nuova porta che mise in comunicazione il Borgo di San Martino con l'esterno.
Questa, in un primo tempo denominata Porta Nuova, nella prima metà del seicento, prese il nome di porta di San Rocco, a cui facevano capo la Ventina di S. Anna e quella di San Rocco, con annessa la nuova chiesa costruita nel 1606 in memoria della peste scoppiata sei anni prima in quella zona.
Verso il 1650, nella zona sud del borgo, sulla piazza d'armi, fu costruito l'oratorio della confraternita di San Rocco.
 Nel 1719, in seguito all'abbattimento della chiesa e dell'oratorio, fu costruita l'attuale chiesa di San Rocco, più a monte della precedente ed a ridosso della porta di San Martino.
Il borgo prese definitivamente il nome di borgo di San Rocco.

## Il complesso del Casermone
Nel borgo di San Rocco, nella zona ovest prospiciente la porta di San Marco, si formarono tre antichi conventi.

Il primo era quello dei carmelitani calzati, edificato nel 1414.
 Tra il 1700 e 1800 subì notevoli trasformazioni, fino alla soppressione ed alla riutilizzazione come quartiere militare detto del “Carmine” (1839), poi trasformato in caserma Emanuele Filiberto; infine nel 1969 divenne sede dell'istituto magistrale.
Il secondo convento, a est del primo, apparteneva ai teresiani carmelitani scalzi, edificato nel 1670, sotto il titolo di San Giuseppe.
 Nel 1817, il complesso architettonico venne trasformato in caserma San Giuseppe, con annessa Casa reale per veterani e mutilati.
 Dal 1930 fino al 1970, la caserma accolse i vigili del fuoco di Asti ed una parte venne adibita ad edificio scolastico.

La chiesa di San Giuseppe esiste ancora, a fronte di un magnifico recupero restaurativo è oggi prestigiosa sede di mostre.
Il terzo convento era quello di Sant'Anna.
La più antica notizia relativa al convento, risale al 1233.

Il vero atto di fondazione del monastero è una bolla papale del 27 settembre 1245 in cui Innocenzo IV prese il monastero sotto la sua protezione.
 L'ordine monastico di clausura era molto ricco e potente politicamente.

Nel 1578 il monastero di Sant'Anna venne assorbito dal monastero di Santo Spirito.

Nel XVII secolo fu costruito il campanile.

Nel 1802, con l'avvento di Napoleone, il monastero di Sant'Anna e di Santo Spirito vennero soppressi come pure le altre due congregazioni presenti nel quartiere. Il patrimonio del monastero fu incamerato dallo Stato francese.
La chiesa di Sant'Anna doveva essere demolita per costruire al suo posto una scuderia che avrebbe ospitato 100 cavalli. Per fortuna la mancanza di denaro la risparmiò.

Il campanile, però, venne abbattuto. Con decreto imperiale del 30 luglio 1810 il monastero di Sant' Anna unitamente ai conventi del Carmine e di San Giuseppe, fu ceduto alla città di Asti per essere destinato a caserma.

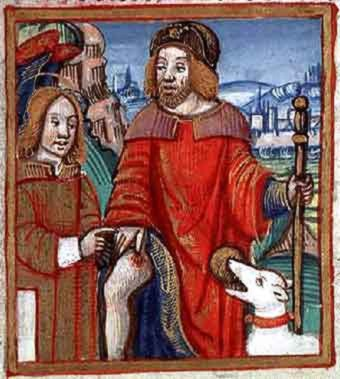
San Rocco in una miniatura medioevale

Nel 1850 veniva costruito l'edificio di collegamento tra gli impianti del convento di S.Anna e di Santo Spirito, forse su progetto dell'architetto Michele Valessina, che già nel 1835 era stato incaricato, fra l'altro, di studiare una sistemazione unitaria del complesso delle due caserme, ormai stabilmente insediate.

Questo grande complesso militare venne soprannominato dagli astigiani “Casermone”. Espletò questa funzione fino alla seconda guerra mondiale.

Negli anni '50, già fatiscente, divenne l'abitazione delle prime famiglie di immigranti del sud e del triveneto.

Lo stabilimento conserviero della Saclà, situato nel borgo di San Rocco, nei mesi estivi distribuiva alle famiglie residenti i vegetali da preparare per le successive lavorazioni.

Non c'era cortile del borgo dove non si ripulissero, pelassero e tagliassero ortaggi, riconsegnati in cassette, pronti per la conservazione.
Il grande cortile del Casermone, in particolare, in certi periodi dell'anno sembrava un grande opificio, dove instancabilmente, anche di notte, intere famiglie lavoravano i prodotti della Saclà.

Il lavoro era retribuito in base al numero di cassette lavorate. Il misero ricavato era una necessaria integrazione allo stipendio del capofamiglia.

Con lo sviluppo urbanistico della città alla fine degli anni settanta, l'edificio fu completamente abbandonato. Nel 1995 la parte di edifici monastici del complesso fu assegnata all'Amministrazione Archivistica per essere destinata a sede dell'Archivio di Stato di Asti.
 Questa parte dell'edificio fu completata nel 2001. La completa ristrutturazione del Casermone terminò nel 2005 diventando la sede del nuovo tribunale della città di Asti.

## Le Confraternite

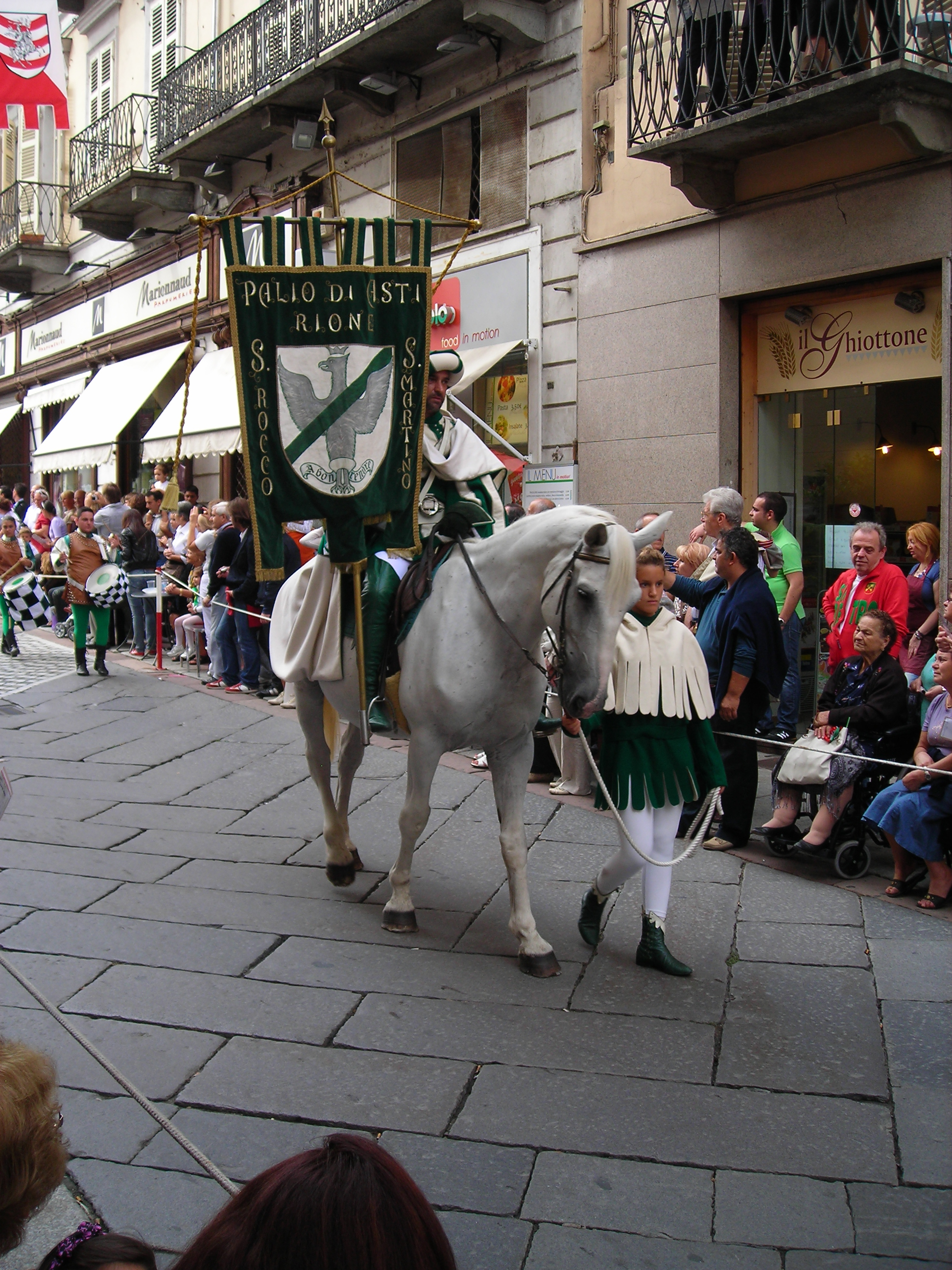
Vessillifero del rione durante il corteo storico

Le Confraternite ebbero grande importanza sociale ad Asti tra i secoli XVII e XVIII, furono anche le principali innovatrici della Festa di San Secondo e della corsa del Palio, trasformando quest'ultimo, da corsa elitaria per nobili e borghesi a momento di aggregazione collettiva.
Nel Rione San Martino-San Rocco, si trovano le Chiese di San Michele e di San Rocco rispettivamente sedi delle due confraternite omonime.
La prima, la più antica, detta dei battuti bianchi, è prospiciente la Chiesa di San Martino.
 In antichità gestiva anche un importante ospedale ed annoverava fra i suoi confratelli gli esponenti delle principali famiglie aristocratiche del Rione.
La seconda, detta dei battuti verdi, a fianco della Porta di San Martino, conserva ancora gli arredi commissionati dalla Confraternita nel XVIII secolo.

La Confraternita di San Rocco alla sua nascita, aveva una cappella nella Collegiata di San Secondo.

## Lo stemma ed i colori
Il Rione vinse il Palio nel 1934 con i colori bianco-verde.

I colori furono mutuati dai” battuti bianchi “e” battuti verdi” rispettivamente delle Confraternite di San Michele e San Rocco.
Tra il 1934 e 1936 il Rione usò lo scudo troncato in scaglione di verde e d'argento, con la spada al naturale posta in palo.

La spada alludeva a San Martino, che com'è noto divise con questa il mantello per farne dono al povero.

L'insegna del rione, che comparve alla fine degli anni Sessanta in sostituzione degli emblemi disegnati da Ottavio Baussano durante il ventennio fascista, fu uno scudo verde con la sbarra d'argento attraversante.

All'inizio degli anni Novanta, venne aggiunto al centro dello stemma un'aquila nera nell'atto di ghermire la preda, simbolo poi abbandonato nei primi anni del XXI secolo per tornare all'antico scudo verde con sbarra d'argento, poi impreziosito nelle due partiture dalle ruote d'argento dei Roero (la più caratteristica delle famiglie nobili vissute nel Rione di San Martino) e dalla conchiglia (simbolo del pellegrino, a richiamare l'altro Santo Patrono: San Rocco).

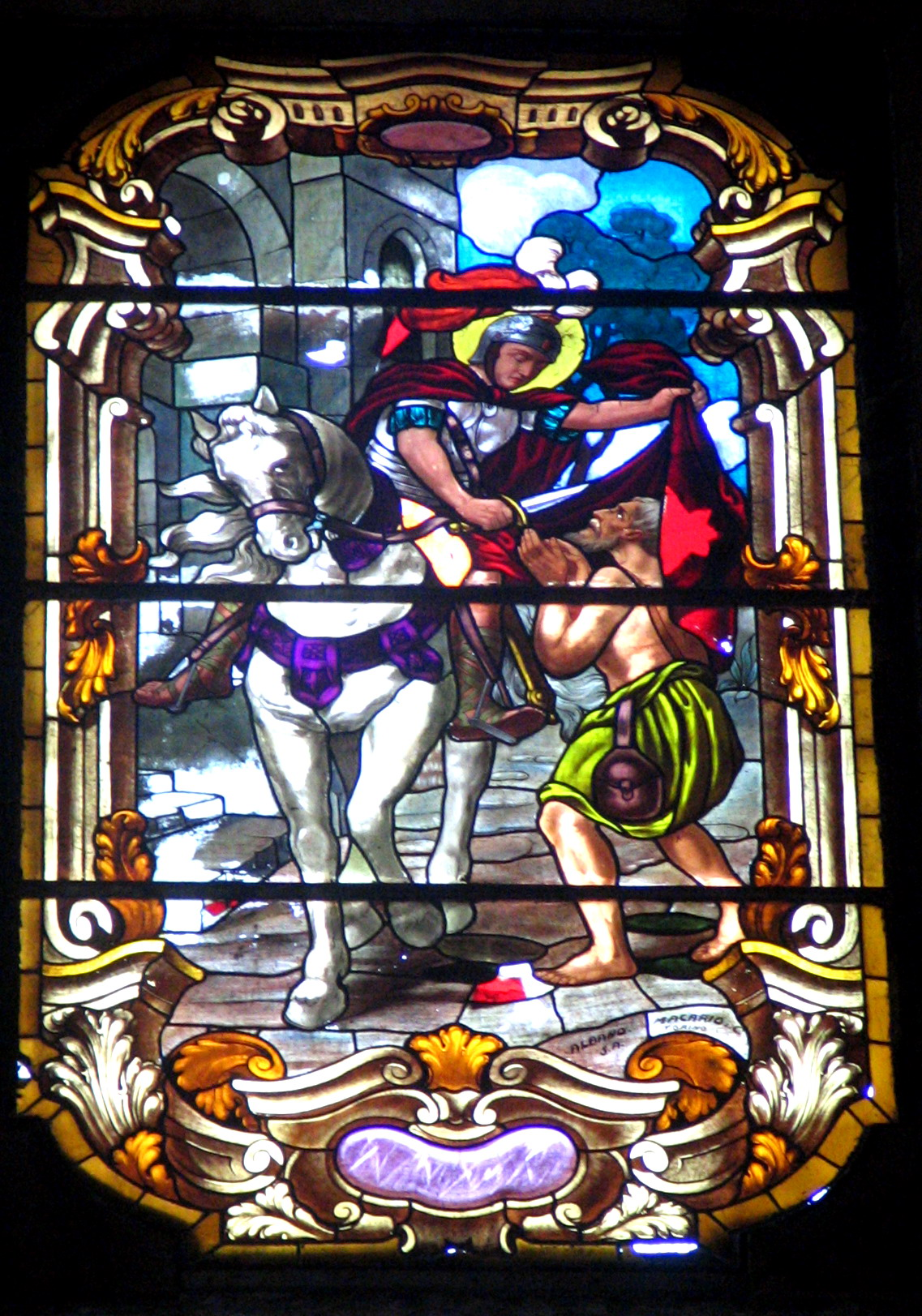
San Martino, vetrata della chiesa di San Martino ad Asti

## Principali edifici di carattere artistico
- Chiesa di San Martino
- Chiesa ex Confraternita di San Michele
- Chiesa di San Rocco
- Chiesa di Sant'Anna
- Ex chiesa di San Giuseppe
- Torri e palazzi dei Roero
- Torre e Palazzo Gazzelli
- Torre De Regibus
- Palazzo Ottolenghi

## Le vittorie al Palio di Asti
Nel periodo delle Confraternite:

1934, il fantino Giuseppe Hansz, portato in trionfo

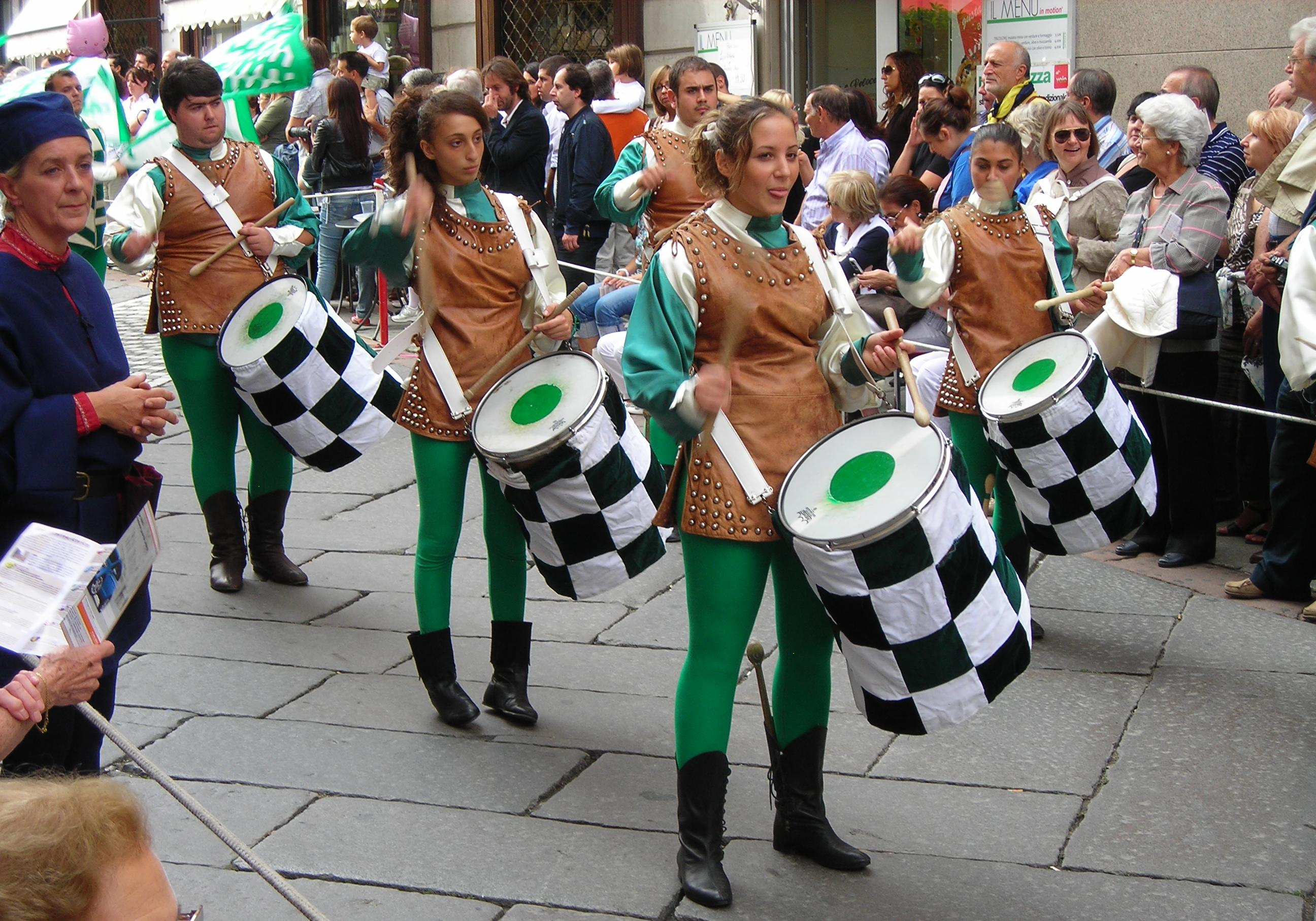
Musici del rione durante il corteo storico

- 1658 Confraternita di San Michele, paggio Bernardino Molino
- 1670 Confraternita di San Michele, paggio Giacomo Durando di Toirano della repubblica di Genova.
- 1692 Confraternita di San Rocco, paggio Giuseppe Cirio.
- 1694 Confraternita di San Rocco.
- 1695 Confraternita di San Rocco.
- 1713 Confraternita di San Rocco.
- 1714 Confraternita di San Rocco.
- 1725 Confraternita di San Rocco.
- 1727 Confraternita di San Rocco.
- 1731 Confraternita di San Michele, paggio Giovanni Antonio Torello , cavallo barbaro.
- 1732 Confraternita di San Michele, paggio Giovanni Antonio Torello , cavallo barbaro.
- 1737 Confraternita di San Rocco, paggio Lorenzo Marro detto Forzino , cavallo calabrese.
- 1739 Confraternita di San Rocco, paggio Bartolomeo Vassallo
- 1747 Confraternita di San Rocco, paggio Lorenzo Marro detto Forzino , cavallo calabrese.
- 1748 Confraternita di San Michele, paggio Lorenzo Marro detto Forzino, cavallo maltese.
- 1756 Confraternita di San Michele, paggio Antonio Ranco detto Tognino, cavallo sardo.
- 1759 Confraternita di San Rocco, paggio Antonio Ranco detto Tognino, cavallo sardo.
- 1760 Confraternita di San Rocco, paggio Antonio Ranco detto Tognino, cavallo sardo.
- 1779 Confraternita di San Michele, paggio Giuseppe Rivarolo di Torino detto Tartaglia.
- 1780 Confraternita di San Rocco, paggio Giovanni Bodoni detto Balin, su cavallo inglese.
- 1798 Confraternita di San Michele, paggio Giorgino, cavallo turco.

Dal 1929 come Rione San Martino:
- 1934 Giuseppe Hansz su Aleso.

Dal 1967 come Rione San Martino Borgo San Rocco:
- 1984 Andrea Degortes  detto Aceto su Sotto (Stachys).
- 1985  Mario Cottone  detto Truciolo su Olivolì Olivolà (Prairie Speedy).
- 2012  Maurizio Farnetani  detto Bucefalo su Ventuno (Alan Devonshire).